# Finding Paradise
Finding Paradise («В поисках рая») — компьютерная игра в жанре адвенчуры, шестая игра команды разработчиков Freebird Games на игровом движке RPG Maker XP. Является продолжением игр To the Moon и A Bird Story. Была выпущена 14 декабря 2017 года.

## Игровой процесс
Игровой процесс Finding Paradise схож с тем, что был в первой игре серии, To the Moon, которая была основана на движке RPG Maker XP. В игре отсутствуют инвентарь, партийная и боевая системы (за исключением некоторых эпизодов, пародирующих «полноценные» RPG). Игрок должен решать различные головоломки и искать значимые объекты в памяти пациента, дабы получить возможность отправиться в более ранние воспоминания, и впоследствии воплотить заказанную им мечту в его сознании.
Большая часть игры проходит в памяти находящегося без сознания пациента, доступной для героев благодаря специальной машине. В свободное от исследования воспоминаний время герои могут изучать дом пациента и пообщаться с его родственниками.

## Сюжет
Сотрудники Sigmund Corp. д-р. Ева Розалин и д-р. Нил Уоттс получают очередное задание по воплощению мечты всей жизни умирающего человека по имени Колин Ридз. Прибыв в его апартаменты, доктора подготавливают и подключаются к машине, преобразующей воспоминания пациента в интерактивную виртуальную реальность. Сам пациент не смог назвать конкретного желания, отметив, что хотел бы свести все изменения в памяти к минимуму.
Начав процесс изучения памяти пациента, Розалин и Уоттс вскоре обнаруживают аномалию: вместо линейного перемещения от более новых воспоминаний к более старым (от старости к детству) они перемещаются по спирали, из старости в раннее детство и обратно. Такие перемещения понемногу приближают их к некоей переломной точке в центре жизни пациента, или "гравитационному центру", как называет его доктор Розалин.
Вторая половина жизни Колина предстаёт вполне счастливой: он стал пилотом гражданской авиации, жил счастливой семейной жизнью с женой Софией и сыном Ашером. Однако, после сомнений, он решает воспользоваться услугами Sigmund Corp., что вызывает досаду Ашера и Софии, которым кажется, что Колин хочет променять в своих воспоминаниях жизнь с ними на что-то другое. Колин, однако, заверяет Софию, что он ни в коем случае не откажется от памяти о ней и сыне.
В воспоминаниях детства и молодости Колина обнаруживают, что тот очень много общался с Фэй, девушкой, живущей в соседнем доме. Она всячески поддерживала его: подыгрывала Колину, когда тот учился играть на виолончели, мотивировала его устроиться на работу в аэропорт и впоследствии научиться пилотировать самолёт. После знакомства с Софией, игравшей на пианино в оркестре, Колин всё реже встречается с Фэй, и впоследствии они расстаются. Розалин и Уоттс делают вывод, что Колин жалеет о расставании. Поскольку пациент требовал сохранить воспоминания о нынешней семье, доктора решают удалить из памяти Фэй.
Впрочем, скоро Розалин и Уоттс обнаруживают, что в реальности никакой Фэй не существовало, и она была вымышленной подругой Колина, общение с которой тот записывал в своём дневнике, дабы избежать одиночества. Из-за модификаций в машине памяти, внесённых Уоттсом, та обретает самосознание и начинает бороться с докторами за память Колина, настаивая на том, чтобы Розалин и Уоттс не вносили никаких изменений и покинули память.
Впоследствии докторам удаётся вернуть машину под свой контроль благодаря вводу бессознательному Колину успокоительного. Они получают доступ к последнему закрытому фрагменту памяти Колина, в котором тот прощается со своей вымышленной подругой и та исчезает из его жизни. Поскольку интенсивная работа мозга и ввод успокоительного сильно дестабилизировали состояние пациента, времени на внесение изменений в память не остаётся — оставаться в памяти Розалин и Уоттс более не могут.
Доктор Уоттс предлагает экстраординарное решение — предоставить контроль над памятью пациента его же вымышленной подруге, а самим покинуть систему, рассчитывая на ускорение процесса изменения памяти за счёт отсутствия внешних агентов. Фэй соглашается. Розалин и Уоттс покидают память Колина за минуту до остановки его сердца, не зная, удалось ли Фэй внести желаемые Колином изменения. Игроку, однако, произошедшее в памяти пациента известно — Фэй успевает удалить из памяти Колина контракт с Sigmund Corp. вместе со всеми упоминаниями, удаляя тем самым конфликт с Софией из-за желания Колина что-то поменять. В последних доступных моментах памяти Фэй появляется ещё один раз, чтобы попрощаться с Колином.

## Рецензии и оценки
В Steam игра получила крайне положительные отзывы, а на Metacritic игра получила оценку в 81 балл.

## Разработка и релиз
Finding Paradise была разработана и опубликована студией Freebird Games для операционных систем Microsoft Windows, MacOS и Linux. Была анонсирована в A Bird Story, вышедшей 7 ноября 2014 года. Изначально игра планировалась к выходу в середине 2017 года, но была отложена из-за личных проблем Кана Гао, руководителя Freebird Games. В итоге игра была выпущена 14 декабря 2017 года.

## Продолжение
28 ноября 2019 года на официальном YouTube-канале геймдизайнера, сценариста и композитора игры Kan Gao состоялся видеоанонс продолжения под названием Impostor Factory.